# 卡爾赫茨湖

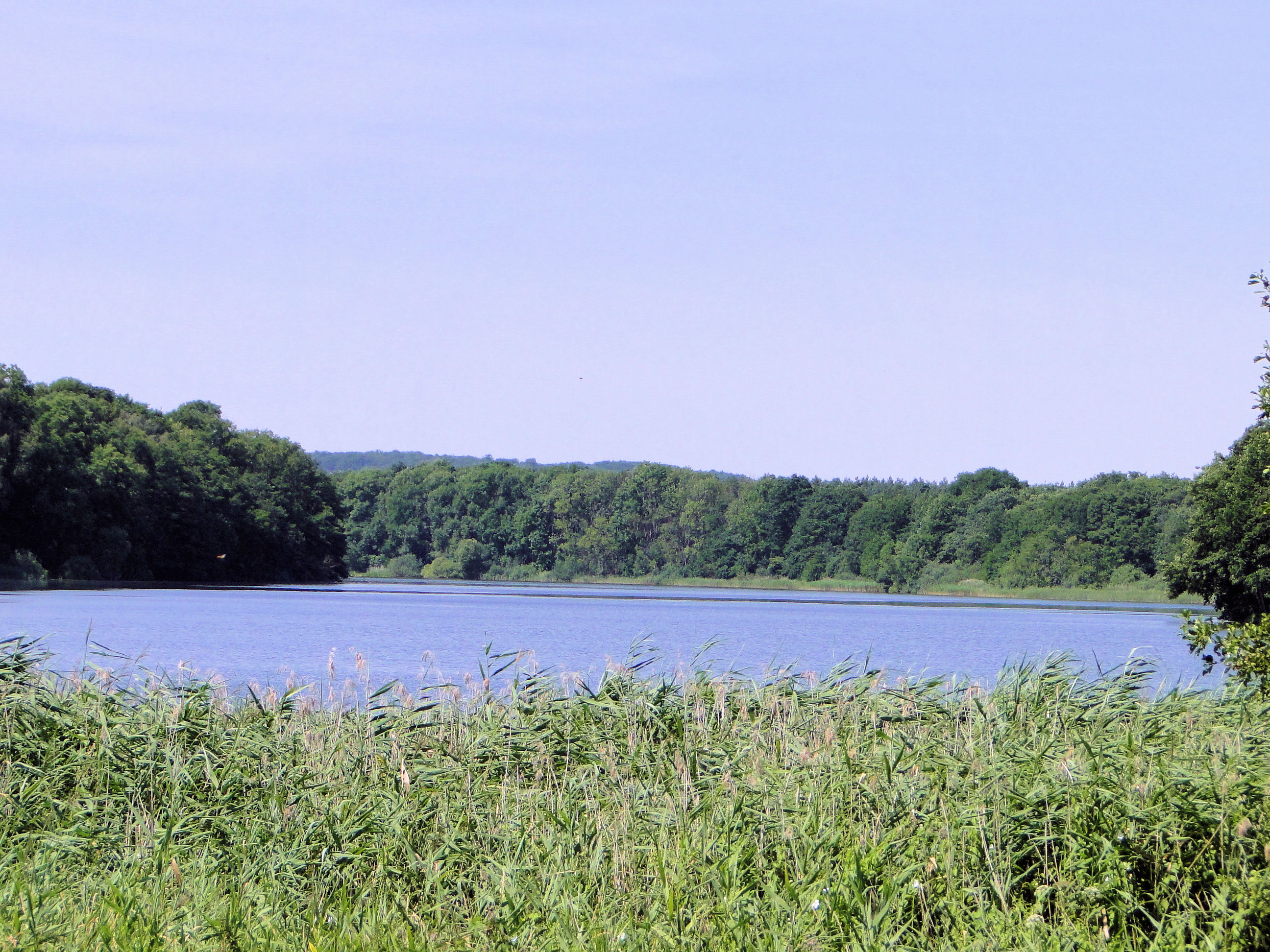

卡爾赫茨湖（德語：Karcheezer See），是德國的湖泊，位於該國東北部，由梅克倫堡-前波美拉尼亞州負責管轄，處於羅斯托克縣，長1.5公里、寬0.6公里，面積0.36平方公里，海拔高度8米。